# مقاطعة لكة
مقاطعة لُكَّة (بالإيطالية: Provincia di Lucca)‏، مقاطعة في الجزء الشمالي من وسط إيطاليا في شمال غرب إقليم توسكانا، عدد سكانها 379.117 نسمة، ومساحتها 1773 كيلومتر مربع وبها 35 مدينة وبلدة، عاصمتها مدينة لُكَّة، تطل على البحر الليغوري غربا، وتحدها من الغرب والشمال الغربي مقاطعة ماسا كرارا، ومن الشمال إقليم إميليا رومانيا عند مقاطعة ريدجو إميليا، ومن الشمال الشرقي إقليم إميليا رومانيا عند مقاطعة مودينا، ومن الشرق مقاطعة بستويا، ومن الجنوب الشرقي مقاطعة فلورنسا، وجنوبا مقاطعة بيزا.

## أهم المدن
|   | المدينة     | الاسم بالإيطالية | السكان |
| - | ----------- | ---------------- | ------ |
| 1 | لُكَّة         | Lucca            | 85.984 |
| 2 | فياريدجو    | Viareggio        | 63.276 |
| 3 | كابانوري    | Capannori        | 42.849 |
| 4 | كامايوري    | Camaiore         | 30.676 |
| 5 | بييتراسانتا | Pietrasanta      | 24.547 |

## توأمة
لمقاطعة لُكَّة اتفاقيات توأمة مع:
- هوايان (27 سبتمبر 2000 - )